# زهيد (اسم)
زهيد هو اسم علم مذكر من أصل عربي، ومعناه هو الذي يقنع بالقليل الزاهد.

## وصلات خارجية
- موسوعة السلطان قابوس لأسماء العرب نسخة محفوظة 5 أبريل 2019 على موقع واي باك مشين.